# Credito al consumo
Con credito al consumo si intendono tutte quelle attività di finanziamento delle persone fisiche e delle famiglie che hanno lo scopo di sostenere i consumi o di rimandare o rateizzare i pagamenti.
Il credito al consumo si caratterizza per il fatto che non serve per sostenere investimenti, ma solo per finanziare la spesa corrente delle famiglie.

## In Italia

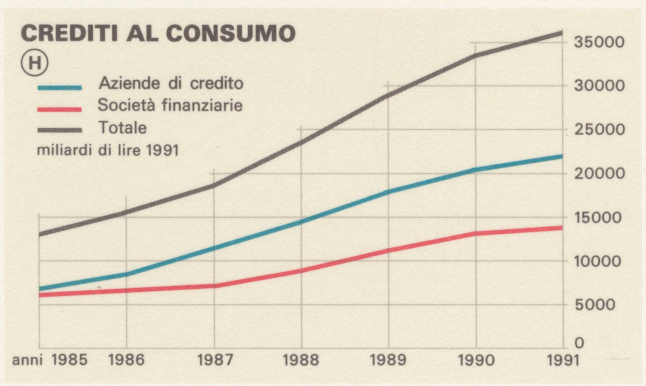
Crescita dei crediti al consumo in Italia dal 1985 al 1991.

In Italia, gli unici soggetti autorizzati a concedere il credito al consumo sono le banche e gli intermediari finanziari iscritti negli appositi registri.
L'istituto è stato disciplinato dal Codice del Consumo (d.lgs 6 settembre 2005 n. 206), ed in particolare dagli articoli 40-43, sino all'introduzione del decreto legislativo 13 agosto 2010 n. 141, che, in attuazione della direttiva 2008/48/CE relativa ai contratti di credito ai consumatori, ha abrogato i suddetti articoli, inserendo le disposizioni relative al credito al consumo nel  testo unico bancario (decreto legislativo n. 385 del 1993). Pertanto la disciplina oggi vigente è quella di cui agli articoli 121 - 126 del T.U.B.
In modo informale ma diffuso nei piccoli negozi alimentari, ora in modo minore ma prassi comune prima dell'arrivo dei supermercati era il credito sulla spesa saldabile a fine mese con la riscossione dello stipendio.

### Strumenti finanziari
Gli strumenti finanziari che sono utilizzati per accedere al credito al consumo sono:
- Carta di credito
- Pagamento posticipati o rateizzato
- Prestito personale: avviene con versamento iniziale in un'unica soluzione e il rimborso seguirà il piano di ammortamento. (Il prestito raramente supera i 15000 euro)
- Cessione del quinto dello stipendio
- Consolidamento debiti

Non rientrano invece nel credito al consumo i mutui ipotecari per l'acquisto di immobili in quanto si tratta di un investimento e il debito risulta coperto dal valore dell'immobile stesso.
Gli strumenti per accedere al credito al consumo possono essere suddivisi in finanziamenti finalizzati, quali la rateizzazione dell'acquisto di un'automobile o il pagamento degli acquisti tramite carta di credito, e in finanziamenti non finalizzati, tra cui i prestiti personali e il consolidamento del debito delle famiglie.

### Garanzie e tassi di interesse
Le garanzie che vengono chieste al consumatore per accedere al credito al consumo sono abbastanza limitate, tipicamente è sufficiente che il richiedente abbia un reddito, meglio se da lavoro a tempo indeterminato o nella pubblica amministrazione, un conto corrente e non sia iscritto nella lista dei cattivi pagatori.
Il tasso di interesse applicato a queste tipologie di prestiti è molto più elevato rispetto a quello applicato ai mutui.

Questo perché il rischio di insolvenza del debito è più elevato e non ci sono garanzie a fronte del prestito se non il reddito del contraente.

Inoltre il fatto che gli importi non sono elevati e la decisione di contrarre un debito di questo tipo non viene ponderata dai consumatori, permettono alle istituzioni che concedono il credito di farsi pagare uno spread più elevato.
Quando invece il prestito ha il solo scopo di incentivare l'acquisto invogliando il consumatore ad affrontare una spesa che altrimenti non sarebbe in grado di sostenere, è possibile che venga applicato un tasso molto ridotto (prestiti a tasso zero). In questi casi è possibile pensare il prestito come ad una forma di sconto, è infatti il venditore che si accolla l'onere del finanziamento verso l'istituto che concede il credito.